# Begonia gemmipara
Begonia gemmipara là một loài thực vật có hoa trong họ Thu hải đường. Loài này được Hook.f. & Thomson mô tả khoa học đầu tiên năm 1855.